# Ansger Otto
Ansger Otto (sinh ngày 17 tháng 10 năm 1989) là một cầu thủ bóng đá người Mỹ.

## Sự nghiệp câu lạc bộ
Ansger Otto đã từng chơi cho Gainare Tottori.